# Hispanics

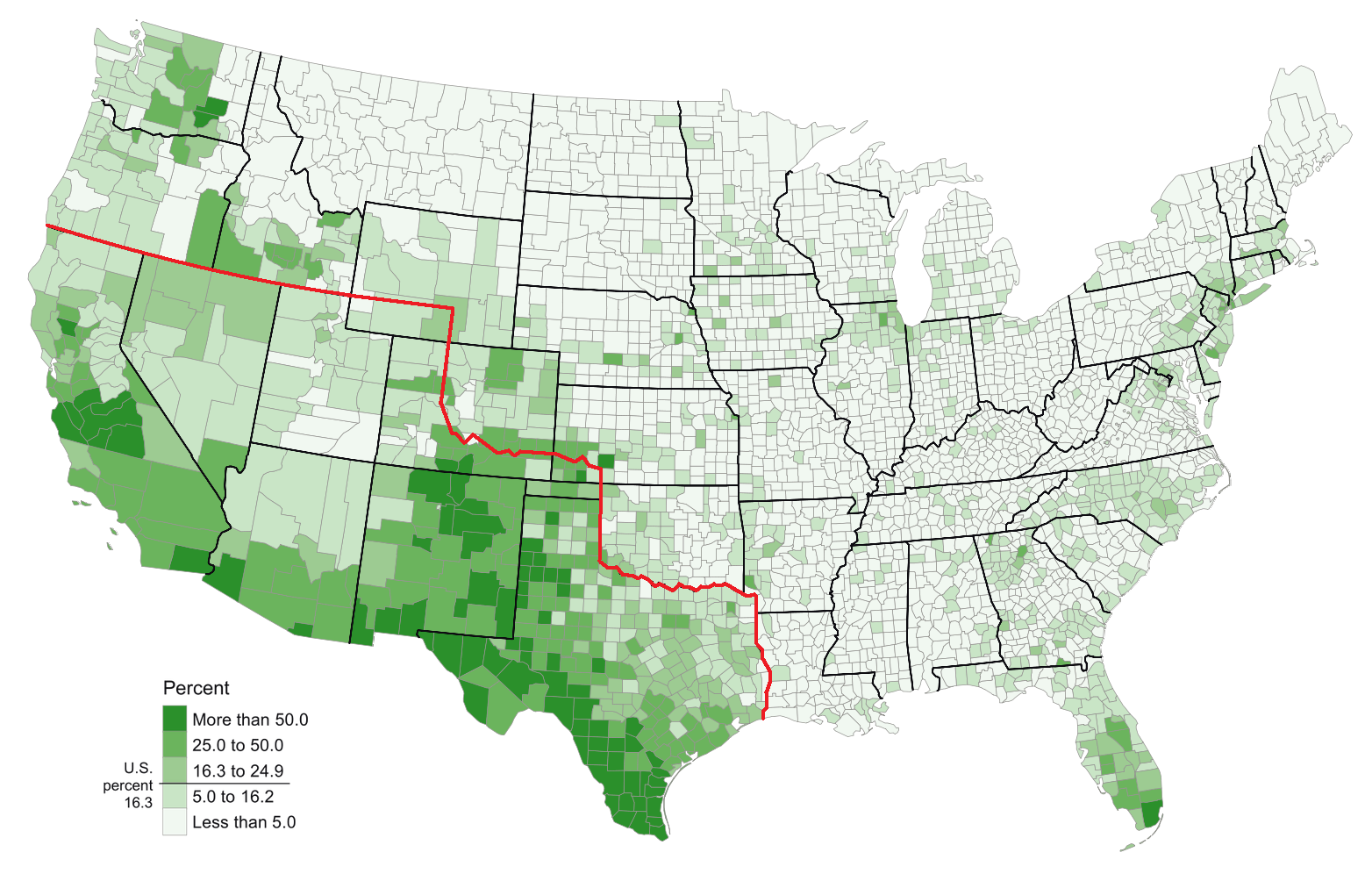
Hispanische Bevölkerungsanteile in den Vereinigten Staaten 2010. In Rot die Nordgrenze der Republik Mexiko (bis 1848).

Die Hispanics sind eine Ethnie in den Vereinigten Staaten, die alle Einwohner mit hispanoamerikanischer oder spanischer Herkunft umfasst. Der Begriff wurde in den 1970er Jahren von der amerikanischen Regierung geprägt. Aufgrund der Vermischung verschiedener Ethnien der Vereinigten Staaten während der letzten 400 Jahre ist dieser Begriff nicht besonders scharf. Im Wesentlichen beruht die Zugehörigkeit zu den Hispanics auf der Selbsteinschätzung, welche die Amerikaner alle zehn Jahre in einer Volkszählung per Fragebogen vornehmen. Für 2014 waren nach Angaben der Volkszählungsbehörde der Vereinigten Staaten 17,4 % der amerikanischen Bürger Hispanics. Sie gelten als die größte Minderheit in den Vereinigten Staaten.

## Begriff
Bei der Zuordnung zu dieser demographischen Ethnie spielt die Hautfarbe keine Rolle. Nicht-hispanische Weiße, beispielsweise Deutschamerikaner oder Italoamerikaner, werden entweder als White people (auch englisch Caucasian) oder einfach als „Anglos“ bezeichnet.
1950 lebten vier Millionen Hispanics in den USA. Von neun Millionen (1970) stieg deren Zahl auf rund 15 Millionen (1980) und bis 2003 auf etwa 45 Millionen (rund 13,4 % der Gesamtbevölkerung der USA). Bedingt ist dieser starke Zuwachs durch große Einwanderungsströme und hohe Geburtenraten. Die Hispanics sind die am schnellsten wachsende und die altersmäßig jüngste Bevölkerungsgruppe der USA. Nach Schätzungen werden 2050 fast 25 % der US-Einwohner Hispanics sein.
Der Begriff „Latino“ wird oft gleichbedeutend mit dem des Hispanics verwendet, tatsächlich aber sind die Begriffe nicht synonym. Im wissenschaftlichen Sinn bezeichnet Latino nur die Hispanics, die aus Mittel- und Südamerika eingewandert sind, jedoch nicht spanische Einwanderer aus Europa und ihre Nachfahren. Diese sind mithin Hispanics, aber keine Latinos. Umgekehrt sind in die USA eingewanderte Brasilianer zwar Latinos, aber keine Hispanics.
Die meisten, aber nicht alle Hispanics, haben spanische Familiennamen. Zuwanderer aus Lateinamerika können ihrerseits nichtspanischer, also z. B. italienischer, deutscher, arabischer oder irischer Herkunft sein. Auch der frühere Gouverneur von New Mexico, Bill Richardson, und der Football-Star Jim Plunkett sind Hispanics. Andererseits ist ein spanischer Familienname zwar meist, aber nicht notwendigerweise ein Hinweis auf eine Zugehörigkeit zur Gruppe der Hispanics: Auch Zuwanderer von den Philippinen oder aus Guam tragen oft spanische Familiennamen, ohne Hispanics zu sein.
Hispanics leben in höherer Anzahl vor allem in den US-Bundesstaaten des Südwestens (Kalifornien, Arizona, New Mexico, Texas, Colorado und Nevada), die bis Mitte des 19. Jahrhunderts Teile Mexikos waren, wo seit der spanischen Eroberung spanisch gesprochen wird. Zahlenmäßig bedeutende Hispanic-Gemeinschaften bilden auch die Spanisch sprechenden Einwanderer aus Kuba und Puerto Rico in Florida bzw. im Bundesstaat New York.

## Untergruppen
Innerhalb der Gruppe der Hispanics gibt es bestimmte Untergruppen:
- die Dominikaner (auch „Dominicanos“ genannt), die sich selbst, wenn sie in den USA leben, „dominicanyorks“ nennen,
- die Kubaner (auch „Cubanos“ genannt), die größtenteils den Status von Flüchtlingen haben,
- die mexikanischen Amerikaner, die die größte Gruppe bilden. Sie werden auch „Mexicanos“, „Chicanos“, „Mexican Americans“ oder „Spanish Americans“ genannt.
- Die Bezeichnungen Californio oder Tejano sind üblich für US-Bürger, deren Vorfahren nicht eingewandert sind, sondern schon vor der Annexion von Kalifornien und Texas in Folge des Mexikanisch-Amerikanischen Krieges dort lebten.
- Hispanos werden die Nachfahren der spanischen Siedler New Mexicos und Süd-Colorados genannt. Ihre Vorfahren gehen bis auf die Siedlungsgründungen von Juan de Oñate Anfang des 17. Jahrhunderts zurück und bilden damit die älteste Schicht der Hispanics.
- Historische Verbindungen von Hispanos mit Angehörigen verschiedener Indianervölker und weißen Amerikanern bis ins 19. Jahrhundert führten zur Gruppe der Genízaros, die heute als eigenständige Ethnie anerkannt werden. Sie werden jedoch häufig nicht von den Hispanos unterschieden.
- die Puerto Ricaner (auch „Boricuas“ genannt), die vor allem in New York leben; sie haben den Status von US-Bürgern, da Puerto Rico zum Staatsgebiet der USA gehört,
- außerdem Einwanderer aus allen weiteren Ländern Lateinamerikas, in denen Spanisch die Hauptsprache ist.

Hingegen zählen Einwanderer aus Ländern Mittel- und Südamerikas, in denen überwiegend andere Sprachen als Spanisch gesprochen werden, nicht als Hispanics, also z. B. Brasilianer, Jamaikaner, Haitianer, Guyaner und Belizer (wenngleich Letztere zum überwiegenden Teil des Spanischen mächtig sind).

## Kulturelle und politische Bedeutung für die Vereinigten Staaten von Amerika heute
Die Geschichte der spanischen Siedler, auf die die Hispanics – erweitert durch zahlreiche Einflüsse vor allem aus dem Bereich der mittel- und südamerikanischen Ureinwohner – zurückgehen, ist eng mit der der USA verwoben. Die ersten Städte auf dem Gebiet der heutigen USA, nämlich St. Augustine (heutiges Florida, gegründet 1565) und Santa Fe (heutiges New Mexico, gegründet 1610), wurden von spanischen Siedlern gegründet und standen bereits, bevor die ersten Pilgerväter, die im historischen Gründungsmythos der USA die Hauptrolle spielen, ihren Fuß an Land setzten (1620).
Aufgrund ihrer demografischen Entwicklung als seit 2003 größte US-Minderheit, die in einigen Teilen des Südwestens der USA bereits die Mehrheit darstellt (vor allem in Kalifornien und New Mexico), und ihrer starken politischen Mobilisierung als relativ einheitliche Gruppe, ist ihre Wahrnehmung seit den 1980er Jahren stark gestiegen. Ihre politische Bedeutung wird durch mehrere Faktoren begünstigt:
1. Die Bevölkerungsgruppe wächst schneller als alle anderen Bevölkerungsgruppen (steigendes Wählerpotenzial).
2. Hispanics leben vor allem in den großen Staaten, die einen großen Anteil der Wahlmänner bei der US-Präsidentschaftswahl stellen (Kalifornien, Texas, Florida) und damit einen entsprechend großen Einfluss auf den Ausgang dieser Wahlen haben.
3. In einigen Bundesstaaten, in denen keine der beiden großen Parteien eine strukturelle Mehrheit hat (Swing States), ist der hispanische Bevölkerungsanteil besonders hoch (zum Beispiel Florida, New Mexico, Arizona) – die Bevölkerungsgruppe kann somit das „Zünglein an der Waage“ spielen.

Alle drei Faktoren verstärken die politische Bedeutung der Hispanics, die damit die politisch am meisten umworbene Minderheit sind.
Mit Bill Richardson († 2023), seinerzeit der einzige hispanische Gouverneur der USA (Bundesstaat New Mexico, Mitglied der Demokratischen Partei), bewarb sich im Jahr 2008 erstmals ein aussichtsreicher Kandidat der Volksgruppe um die Kandidatur zur Präsidentschaft.
Ende Juli 2020 stimmte das Repräsentantenhaus für die Einrichtung eines Nationalmuseums zur Kultur der Hispanics auf der National Mall unter Verantwortung der Smithsonian Institution. Eine entsprechende Gesetzesinitiative im Kongress existierte seit 2011.